# クルーソー・クルドダル
クルーソー・クルドダル（Crusoe Kurddal、1961年 - ）は、オーストラリアの先住民族アボリジニの男性の人物、ミュージシャン、芸術家、俳優。

## 経歴
ノーザンテリトリーアーネムランド西部のクンウィンク語を話す、アボリジニの居住地マニングリーダ・コミュニティにて生まれる。父親は有名なクンウィンク語のミュージシャン。彼もクンウィンク語のミュージシャンとして活躍する。ミミ（Mimih）と呼ばれるアーネムランドのアボリジニから古くから伝わる神話伝承の精霊の木彫りの工芸品も制作。また俳優としても活躍した。
2006年の『十艘のカヌー』と言うアボリジニ語の映画に初出演した。

## 主な映画出演作品
- 『十艘のカヌー』Ten Canoes (2006年) - Ridjimiraril
- 『オーストラリア (映画)』Australia (2008年) - アボリジナル・トラッカー（Aboriginal Tracker）
- The Sleeping Warrior (2012年) - マカ（Maka）
- 『マッドマックス 怒りのデス・ロード』Mad Max: Fury Road (2015年) - 非難する死者（The Accusing Dead）